# Ranoidea dahlii
A Ranoidea dahlii a kétéltűek (Amphibia) osztályának békák (Anura) rendjébe, a Pelodryadidae családba, azon belül a Pelodryadinae alcsaládba tartozó faj.

## Előfordulása
A faj Ausztrália endemikus faja, Queensland állam északkeleti részén, kis területen fordul elő. Természetes élőhelye a szubtrópusi vagy trópusi folyók. A fajt élőhelyének elvesztése és fragmentálódása fenyegeti.

## Életmódja
A Litoria dahlii különlegessége, hogy képes elfogyasztani az inváziós és mérges óriásvarangy (Bufo marinus) petéit, ebihalait és fiatal egyedeit. Talán ez az egyetlen ausztráliai békafaj, mely természetes immunitást élvez az óriásvarangy mérge ellen.